# 山口牧生
山口 牧生（やまぐち まきお、1927年6月20日 - 2001年12月16日）は、日本の石彫彫刻家。

## 略歴
1927年福岡県戸畑市生まれ。13歳の頃に兵庫県西宮市に移りその後終戦をむかえる。
京都大学印度哲学科に入学するが2ヶ月で美学科に転科。
大学卒業後は大阪市立美術研究所に入所、美術の道に進む。
初期は木彫から始まりセメントや廃材を素材としていた。
団体展への出品や画廊での個展を経て、野外彫刻（公共彫刻）に可能性を見出し、1968年に小林陸一郎、増田正和らと「環境造形Q」を結成。その時に石という素材に出会い、その後は石彫作品を主に制作。
大阪府能勢町に産する能勢黒（のせぐろ）と呼ばれる良質な御影石に惚れ込み、娘の山口さとことともに採掘所の一角や亀岡市西別院町に設けたアトリエで能勢黒を素材に作品制作に励んだ。
制作した石彫作品は京都国立近代美術館や兵庫県立美術館など多くの施設でパブリックコレクションとして収蔵され、現在も日本各地で見ることができる。
西別院町のアトリエの隣りには「ミチ・ガーデン」という野外彫刻の庭があり、多くの作品を見ることが出来る。
令和3年度にかめおか霧の芸術祭で山口牧生を取り上げたことを機に、作品の一部は山口さとこから亀岡市に寄贈され、亀岡市役所内（ロータリー北側、開かれたアトリエ前）や亀岡駅北側のかめきたリバーサイドパークに移設して展示されている。

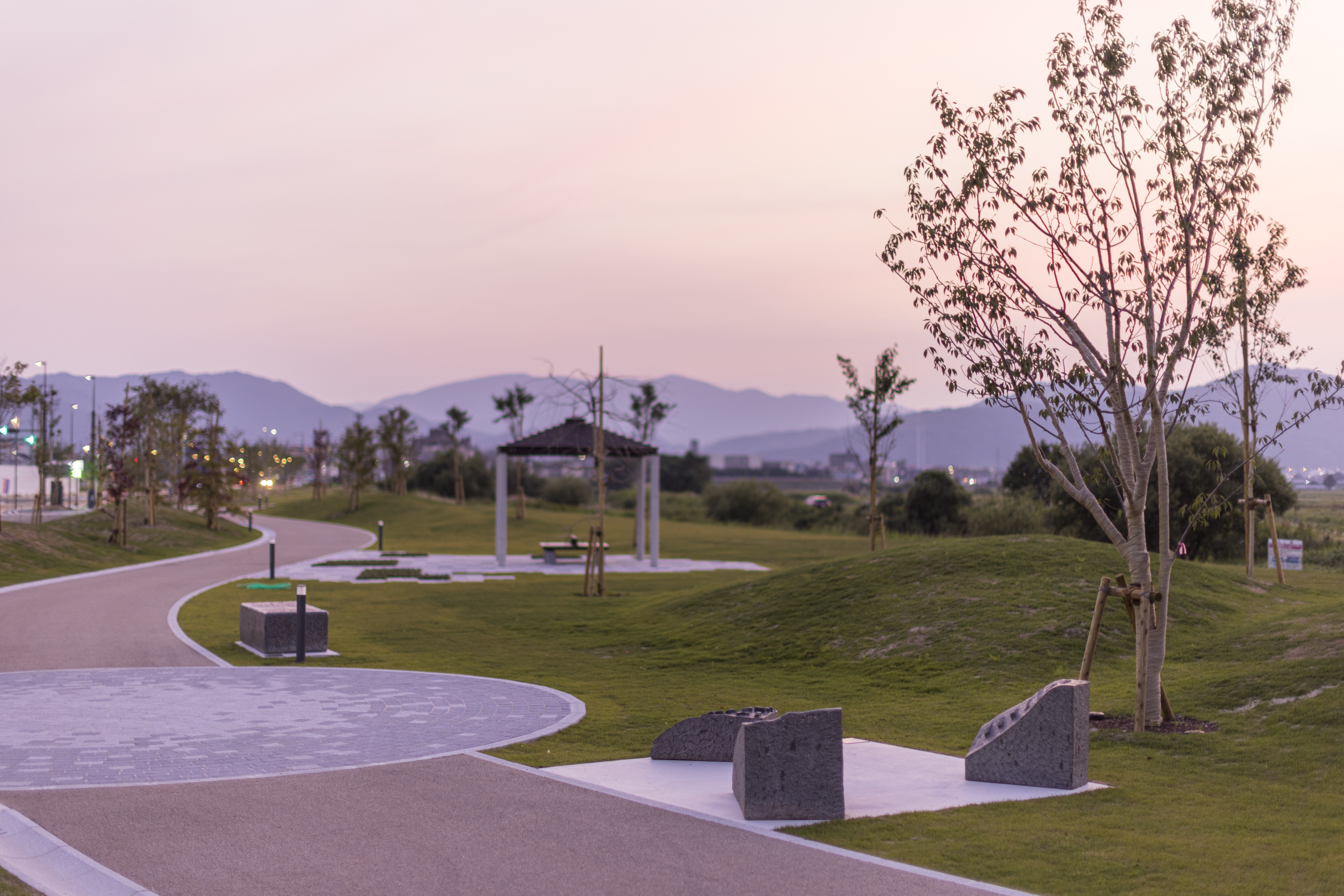
亀岡駅北の公園に設置されている作品

## 主な受賞歴
- 1974年 - 第4回神戸須磨離宮公園現代彫刻展で京都国立近代美術館賞（『股間の鳥』）[3]
- 1975年 - 第6回現代日本彫刻展で兵庫県立近代美術館賞（『日の鞍』）[4]
- 1976年 - 第5回神戸須磨離宮公園現代彫刻展で神奈川県立近代美術館賞（『棒状の石あるいはCosmic Nucleus』）[5]
- 1979年 - 第8回現代日本彫刻展で北九州市立美術館賞（『四角い石』）[6]
- 1980年 - 第7回須磨離宮公園現代彫刻展で神戸市教育委員会賞
- 1982年 - 第8回須磨離宮公園現代彫刻展で国立国際美術館賞（『15°』）
- 1983年 - 第14回中原悌二郎賞（『15°』[注釈 1]）[7]
- 1984年 - 名古屋市都市景観大賞（環境造形Q『水の城』）
- 1985年 - 第2回本郷新賞（環境造形Q『水の城』）
- 1987年 - 第12回現代日本彫刻展で大賞（『SUN SADDLE ‘87』）[8]

## 主なパブリックコレクション

### 北海道・東北
- 北海道旭川市・常磐公園（『傾くかたち '84』）[9][10]

### 関東・中部
- 東京都足立区・足立区役所（『ふくらみのあるかたち』）[11]
- 東京都目黒区・長泉院附属現代彫刻美術館・野外展示場3[12]
- 神奈川県葉山町・神奈川県立近代美術館・葉山館（『棒状の石あるいはCosmic Nucleus』）[13]
- 福井県鯖江市・福井県立鯖江高等学校（『産む石』）[14]
- 静岡県静岡市・静岡県立美術館（『四角柱と丸い石』）[15]
- 静岡県掛川市・資生堂アートハウス
- 愛知県名古屋市・名古屋市美術館（『傾くかたち－四角柱』）[16]
- 岐阜県岐阜市・岐阜県図書館（『回転体 波切り石』）[17]
- 岐阜県岐阜市・岐阜県立北高等学校[要出典]

### 近畿
- 京都府亀岡市・ミチ・ガーデン[18]
- 京都府亀岡市・かめきたリバーサイドパーク
- 京都府京都市左京区・京都国立近代美術館（『股間の鳥－サドル』）[19]
- 兵庫県神戸市・兵庫県立美術館（『日の鞍』）[4]
- 兵庫県芦屋市・芦屋市立美術博物館
- 兵庫県西宮市・西宮市大谷記念美術館[20]
- 兵庫県西宮市・西宮神社会館1階ロビー（祝石）[21]
- 兵庫県芦屋市・芦屋市立図書館（『午前10時のメッセージ』）
- 兵庫県川西市・けやき坂中央公園（『棒状の石と丸い石』）[22]
- 兵庫県伊丹市・伊丹市立美術館（現：市立伊丹ミュージアム）[要出典]
- 大阪府豊中市・大阪大学総合学術博物館（『15°』）[23]
- 大阪府枚方市・枚方市駅（『依るかたち』）
- 和歌山県和歌山市・和歌山県立近代美術館[24]
- 三重県菰野町・パラミタミュージアム[25]
- 滋賀県大津市・滋賀県立美術館（『夏至の日のランドマーク』）[26]
- 滋賀県大津市・滋賀道路公団[要出典]

### 中国・四国・九州
- 山口県宇部市・常盤公園（『SUN SADDLE '87』）[27]
- 山口県下関市・下関市立美術館（『石産む石』）[28]
- 広島県広島市・広島市現代美術館（『四角い石と丸い石たち』）[29]
- 広島県広島市・広島中小企業大学校[要出典]

- 広島県熊野町・広島熊野道路終点付近（『バランス・ストーン』）[30]

- 広島県瀬戸田町・瀬戸田サンセットビーチ（『ねそべり石』）[31]
- 岡山県倉敷市・JR児島駅前（『平成のふたつ岩』）[32]
- 徳島県徳島市・徳島県立近代美術館（『四角い形D』）[33]
- 香川県坂出市・坂出港（環境造形Q『八拾八ケ所』）[34]

- 福岡県北九州市・北九州市立美術館（『四角い石』）[6]